# François-Narcisse Pagot
Pour les articles homonymes, voir Pagot.
François-Narcisse Pagot est un architecte et urbaniste français né et mort à Orléans (31 octobre 1780 - 4 décembre 1844 ).

## Biographie
François-Narcisse Pagot naît sous le règne du roi Louis XVI le 31 octobre 1780 à Orléans dans la province de l'Orléanais du royaume de France.
Il entre à l'école gratuite de dessin et d'architecture d'Orléans dans laquelle il est l'élève de l'architecte français Claude-Mathieu Delagardette. Il poursuit ses études à l'école des Beaux-Arts de Paris.
Sous le Premier Empire, il est reçu premier prix de Rome d'architecture en l'an XII (1803).
Il s'installe en qualité d'architecte à Orléans en 1805.
Architecte de la ville d'Orléans et du département du Loiret à partir de 1812 ou 1814, il modernise considérablement la ville d’Orléans.
Il entre à la société centrale des architectes français en 1841.
François-Narcisse Pagot meurt à Orléans d'une attaque d'apoplexie, sous la Monarchie de Juillet, le 4 décembre 1844, à l'âge de 64 ans.

## Liste des œuvres

### Constructions
À Orléans :
- Palais de justice[3] ;
- Temple protestant[4] ;
- Nouvel Hôtel-Dieu de la Porte Madeleine[1] ;
- Hôpital royal Saint-Charles[1] ;
- Asile d'aliénés[1] ;
- Abattoirs[1] ;
- Prison des Ursulines[1] ;
- Entrepôt des marchandises et des sels[1] ;
- Bibliothèque rue Fernand-Rabier[1] ;
- Fin de la construction de la cathédrale Sainte-Croix[1] ;
- Façades de la rue Jeanne-d'Arc[1] ;
- Serres du jardin des plantes[1].

|                                 |
| Orangerie du jardin des plantes |

|        |
| Temple |

|                   |
| Palais de Justice |

|                  |
| Rue Jeanne-d'Arc |

### Restaurations
- Église Sainte-Jeanne-d'Arc de Gien[1]
- Cathédrale Saint-Étienne de Bourges[5].